# Эн-Набатия (мухафаза)
Эн-Набати́я или Набати́я (араб. النبطية‎ — en-Nebatīye) — одна из мухафаз Ливана.
Административный центр мухафазы — город Эн-Набатия. Площадь мухафазы составляет 1 058 км².

## Районы
Мухафаза разделена на 4 района:
- Эн-Набатия (Набатия)
- Мердж-Аюн (Мердж-Аюн)
- Хасбайя (Хасбайя)
- Бинт-Джубайль (Бинт-Джубайль)